# 城巴18X線
城巴18X線是城巴經營的一條香港島巴士路線，來往堅尼地城（卑路乍灣）及筲箕灣，途經中環及灣仔繞道，是城巴18線的特快班次。

## 路線歷史

### 開辦背景
西區與東區均是港島主要的住宅區，且兩區名校林立，加上港島東近年成為新興的商業區，因此一直以來往返兩區的上班、通學及消閒人流皆頗大。不過，多年來來往兩區的的公共交通服務一直有所缺乏，在各條以西區為終點站往返東區的巴士路線中，行程最遠者首推18（及部份時間延長的18P），但亦只達北角，來往西區與鰂魚涌、西灣河、筲箕灣及柴灣等地之乘客需乘坐電車，來往西區及柴灣更未能一程直達。
2002年1月27日，城巴A12線繞經石塘咀，原意是向當時各機場巴士線未能覆蓋的西區提供機場巴士服務，結果卻成功開拓由西區前往東區的新客源，廣受前往東區的西區乘客歡迎，於嘉安街（及後來的水街）登車客量遠遠拋離往返機場者，其客源之大更令城巴在2009年1月5日增設於嘉安街起載往小西灣的A12特別班次，而後來18X（即本路線）在石塘咀與筲箕灣間之定線及停站安排，與A12完全吻合，亦正源於此。惟A12線回程卻因收取全程車費$45而無法吸引客源，以致多年來西區區內一直有呼聲要求增辦連貫東西兩區的線，甚至衍生A12往機場方向亦增設西區下車分段收費之建議。
新巴在《2012-2013年度巴士路線發展計劃》中終建議開辦本線，當時預計在2013年第一季投入服務。但由於開辦此路線牽涉到削減其他路線（如2、18及720A線）之服務，而計劃中所建議之服務時間及收費都未令人滿意，因此需時處理反對意見而未及開辦。
最終18X線延至2013年7月14日投入服務，成為提供首項來往東區（北角以東）及石塘咀、堅尼地城的直接特快服務。

### 歷史
- 2013年7月14日：本線投入服務。
- 2014年9月22日至2015年1月25日：本線於星期一至五由17:40-18:40於筲箕灣開出的班次，由20分鐘加密至15分鐘一班。
- 2017年10月9日：本線於星期一至五由07:40於筲箕灣開出的班次，提早至07:28由柴灣站開出。[3]
- 2018年8月31日：增設實時抵站時間查詢服務。
- 2019年1月20日：本線調整收費，全程新收費為$8.4；為配合林士街天橋東行落橋位於同日封閉，往筲箕灣方向在林士街天橋後，改經民寶街、耀星街、龍和道、分域碼頭街及夏愨道返回原有路線，沿途巴士站維持不變。
- 2019年4月7日：往堅尼地城方向過東區走廊後，改行中環灣仔繞道、龍景街及分域碼頭街，然後返回原有路線，沿途巴士站維持不變。[4]
- 2020年9月6日：往筲箕灣方向於干諾道西後，改經干諾道中、中環 (港澳碼頭) 總站、干諾道中、民吉街、中環及灣仔繞道、東區走廊後返回原有路線；取消告士打道「香港演藝學院」和「入境事務大樓」巴士站，新增干諾道西「中山紀念公園」和「中環 (港澳碼頭) 總站」巴士站。[5][6]

## 服務時間及班次
| 堅尼地城（卑路乍灣）開 | 堅尼地城（卑路乍灣）開 | 堅尼地城（卑路乍灣）開 | 筲箕灣／柴灣站開 | 筲箕灣／柴灣站開 | 筲箕灣／柴灣站開 |
| 日期                   | 服務時間               | 班次（分鐘）           | 日期             | 服務時間         | 班次（分鐘）     |
| ---------------------- | ---------------------- | ---------------------- | ---------------- | ---------------- | ---------------- |
| 星期一至五             | 07:00-07:50            | 25                     | 星期一至五       | 07:00、07:25     | 07:00、07:25     |
| 星期一至五             | 07:50-09:30            | 20                     | 星期一至五       | 07:33            | 07:33            |
| 星期一至五             | 09:55                  | 09:55                  | 星期一至五       | 08:05-10:00      | 20/25            |
| 星期一至五             | 10:20-19:40            | 20                     | 星期一至五       | 10:00-19:40      | 20               |
| 星期六                 | 07:00-10:20            | 25                     | 星期六           | 07:00-10:20      | 25               |
| 星期六                 | 10:20-19:40            | 20                     | 星期六           | 10:20-19:40      | 20               |
| 星期日及公眾假期       | 09:00-19:40            | 20                     | 星期日及公眾假期 | 09:00-19:40      | 20               |

- 橙字班次由柴灣站開出

## 收費
全程：$10.0（常規班次）／$11.3（特別班次）
- 過東區走廊後往筲箕灣：$5.2
- 筲箕灣往堅尼地城（卑路乍灣）：$10.0 （只適用於特別班次）
- 皇后像廣場往堅尼地城（卑路乍灣）：$5.8
- 高樂花園往堅尼地城（卑路乍灣）：$4.8

| - 本線設有12歲以下小童及65歲或以上長者半價優惠。 - 65歲或以上香港居民使用「樂悠咭」，以及12歲以下合資格殘疾兒童使用「殘疾人士身份」個人八達通繳付車資，均可享有每程$2.0或半價（以較低者為準）的票價優惠；12至64歲合資格殘疾人士使用「殘疾人士身份」個人八達通（包括「樂悠咭」），以及60至64歲香港居民使用「樂悠咭」繳付車資，均可享有每程$2.0或全費（以較低者為準）的票價優惠。 - 65歲或以上長者如使用長者或一般個人八達通繳付車資，則只可享有半價優惠；12至64歲合資格殘疾人士如不使用「殘疾人士身份」個人八達通，以及60至64歲人士如不使用「樂悠咭」繳付車資，必須繳付全費。 - 乘客可以現金或八達通於上車時付款，不設找續。 - 每位成人乘客可免費攜帶最多兩名4歲以下而不佔座位的兒童乘客乘車，超額之4歲以下小童必須繳付小童車費乘車。 - 九龍巴士、城巴及龍運巴士全職員工及家屬（不包括外判職員）可免費乘搭本路線，惟必須拍職員或職員家屬八達通。 - 乘客亦可使用AlipayHK「易乘碼」、支付寶、WeChatHK／微信支付「搭車碼」、銀聯雲閃付「乘車碼」及BOC Pay「乘車碼」、具有感應式支付功能的VISA、Mastercard及銀聯卡，以及Apple Pay、Google Pay及Samsung Pay流動支付平台繳付車資。使用此支付方式的乘客可享有中途下車之分段收費，以及與其他城巴獨營路線或聯營線城巴班次之轉乘優惠，惟不適用於與非城巴路線之轉乘優惠。乘客亦不能享有「公共交通費用補貼計劃」及「長者及合資格殘疾人士公共交通票價優惠計劃」。 |

### 八達通轉乘優惠
乘客登上本線後90分鐘內以同一張八達通卡轉乘以下路線，或從以下路線登車後90分鐘內以同一張八達通卡轉乘本線，次程可獲車資折扣優惠：
18X←→780、788，兩程合共$10.3
- 18X往筲箕灣 → 780往柴灣或788往小西灣
- 780往中環碼頭或788往港澳碼頭 → 18X往堅尼地城（卑路乍灣）

18X←→608，兩程合共$13.1
- 18X往筲箕灣 → 608往九龍城
- 608往筲箕灣 → 18X往堅尼地城（卑路乍灣）

## 使用車輛
本線現時用車8輛，車輛常與18P及113線共用，主要用車為Enviro 500（5500-5582）、Enviro 500 MMC（5583-5599,5601-5839）。

## 行車路線
堅尼地城（卑路乍灣）開經：城西道、西祥街北、西祥街、卑路乍街、加多近街、吉席街、堅彌地城海旁、德輔道西、水街、干諾道西、港澳碼頭通道、干諾道中、民吉街、中環灣仔繞道、東區走廊、糖水道、渣華道、民康街、英皇道、筲箕灣道、愛秩序街及南安街。
筲箕灣/柴灣站開經：吉勝街、柴灣道、東區走廊支路、寧富街、利眾街、康民街、柴灣道、筲箕灣道、愛秩序街、南安街、筲箕灣巴士總站、未命名道路、南安里、筲箕灣道、英皇道、康山道、英皇道、糖水道、東區走廊、中環灣仔繞道、龍景街、分域碼頭街、夏慤道、干諾道中、林士街天橋、干諾道西、嘉安街、德輔道西、堅彌地城海旁、山市街、卑路乍街、加多近街、堅彌地城新海旁及城西道。
柴灣站開出班次經斜體字之街道

### 沿線車站

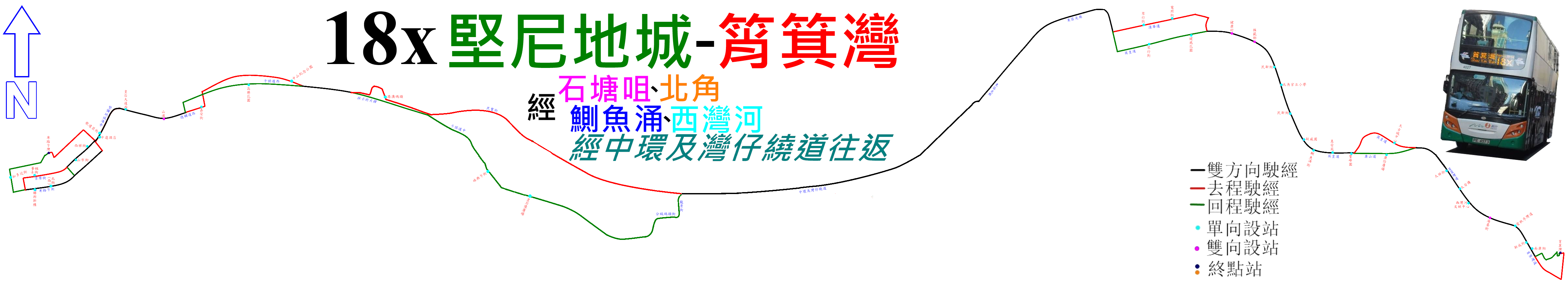
本線常規班次的走線圖

| 堅尼地城（卑路乍灣）開 | 堅尼地城（卑路乍灣）開 | 堅尼地城（卑路乍灣）開       | 筲箕灣/柴灣站開 | 筲箕灣/柴灣站開 | 筲箕灣/柴灣站開      |
| 序號                   | 車站名稱               | 位置                         | 序號            | 車站名稱        | 位置                 |
| ---------------------- | ---------------------- | ---------------------------- | --------------- | --------------- | -------------------- |
| 1                      | 卑路乍灣               | 堅尼地城（卑路乍灣）巴士總站 | *               | 柴灣站          | 柴灣站公共運輸交匯處 |
| 2                      | 聯邦新樓               | 卑路乍街                     | *               | 利眾街          | 利眾街               |
| 3                      | 爹核士街               | 吉席街                       | *               | 康翠臺          | 康翠臺巴士總站       |
| 4                      | 西祥街                 | 堅彌地城海旁                 | *               | 康民工業中心    | 康民街               |
| 5                      | 歌連臣街               | 堅彌地城海旁                 | *               | 天主教海星堂    | 柴灣道               |
| 6                      | 堅尼地城游泳池休憩處   | 德輔道西                     | *               | 興民邨          | 柴灣道               |
| 7                      | 山道                   | 德輔道西                     | *               | 山翠苑          | 柴灣道               |
| 8                      | 嘉安街                 | 德輔道西                     | *               | 筲箕灣官立中學  | 柴灣道               |
| 9                      | 中山紀念公園           | 干諾道西                     | *               | 阿公岩道        | 柴灣道               |
| 10                     | 中環（港澳碼頭）       | 中環（港澳碼頭）巴士總站     | 1               | 筲箕灣          | 筲箕灣巴士總站       |
| 11                     | 琴行街                 | 渣華道                       | 2               | 新成街          | 筲箕灣道             |
| 12                     | 電照街                 | 渣華道                       | 3               | 海晏街          | 筲箕灣道             |
| 13                     | 健康村                 | 英皇道                       | 4               | 西灣河文娛中心  | 筲箕灣道             |
| 14                     | 模範邨                 | 英皇道                       | 5               | 太祥街          | 筲箕灣道             |
| 15                     | 北角官立小學           | 英皇道                       | 6               | 康怡廣場        | 康山道               |
| 16                     | 新威園                 | 英皇道                       | 7               | 寶峰園          | 英皇道               |
| 17                     | 惠安苑                 | 英皇道                       | 8               | 鰂魚涌街        | 英皇道               |
| 18                     | 太古城中心             | 英皇道                       | 9               | 太古坊          | 英皇道               |
| 19                     | 太安樓                 | 筲箕灣道                     | 10              | 民新街          | 英皇道               |
| 20                     | 海晏街                 | 筲箕灣道                     | 11              | 模範邨          | 英皇道               |
| 21                     | 愛秩序灣道             | 筲箕灣道                     | 12              | 健康村          | 英皇道               |
| 22                     | 南康街                 | 筲箕灣道                     | 13              | 健威花園        | 英皇道               |
| 23                     | 筲箕灣                 | 筲箕灣巴士總站               | 14              | 琴行街          | 英皇道               |
|                        |                        |                              | 15              | 皇后像廣場      | 干諾道中             |
| 16                     | 砵典乍街               |                              |                 |                 | 干諾道中             |
| 17                     | 高樂花園               | 干諾道西                     |                 |                 |                      |
| 18                     | 山道                   | 德輔道西                     |                 |                 |                      |
| 19                     | 堅尼地城游泳池         | 堅彌地城海旁                 |                 |                 |                      |
| 20                     | 山市街                 | 堅彌地城海旁                 |                 |                 |                      |
| 21                     | 北街                   | 卑路乍街                     |                 |                 |                      |
| 22                     | 加多近街               | 加多近街                     |                 |                 |                      |
| 23                     | 卑路乍灣               | 堅尼地城（卑路乍灣）巴士總站 |                 |                 |                      |

- 有 * 號之車站祗限柴灣站開出班次使用

## 使用狀況
本線的開辦原是減少西環及北角兩地對機場巴士A12線的依賴而開辦的路線。自從本線投入服務後，以往乘搭電車前往中西區的東區居民紛紛改乘本線，令載客量上升至50%至85%，深受港島居民歡迎。可是僅開辦不足一年半，便受到港鐵港島綫西延通車影響，令載客量降至4%至59%。運輸署在《2016至2017年度巴士路線發展計劃》中計劃將本線改為不經北角、鰂魚涌、西灣河，並延長至小西灣，填補小西灣沒有巴士及港鐵直接往西環的空白，而且乘港鐵來往港島兩端車程較長，能夠提升本線的競爭力，而車費則提升至$9.0，可是東區區議會內北角區代表反對本線的服務進行修改。
新巴在同年5月的修訂方案，擱置原本延長本線至小西灣的計劃，改為於平日早上繁忙時間，開辦本線的特別班次，由小西灣經柴灣東、東區走廊、告士打道、中環及四號幹線直達西區，於中環只停靠干諾道近永隆銀行大廈巴士站。該特別班次最終獲獨立編號為88X，於2016年8月22日起投入服務，試辦三個月，因反應理想，試辦期完結後改為常規路線。
2019年4月7日起，此線往西環方向改經中環灣仔繞道的灣仔北出口前往中環和西環，即使西行方向的行車時間獲縮短，但除上午繁忙時間外，此線客量改善不大。
新巴再於2020年提出把此線東行改經全段中環及灣仔繞道，並加停上環，以加快車程和挽回西區乘客，中西區區議會除要求加設中山紀念公園分站，對計劃沒有異議，於2020年9月6日生效。現時為西區首條來回均取道中環及灣仔繞道的路線。
自從筲箕灣方向改經中環及灣仔繞道後，由於走線變得直接，停靠中環（港澳碼頭）同時有助為客量高企的720分擔，加上前往北角較港鐵為快，因此也成功挽回部份西區乘客，亦吸引新界西乘客乘搭西隧過海路線於上環轉乘本線前往港島東，客量稍為改善。